# ESG (группа)
ESG (Emerald, Sapphire and Gold, рус. Изумруд, сапфир и золото) — группа из Южного Бронкса, Нью-Йорк, США.

## История группы
Изначально группа сформировалась сёстрами Марией, Рени и Валери Скроггинс с друзьями Дэвидом Майлсом и Лероем Гловером. В следующий состав группы вошли Дебора, Мария, Рени и Валери Скроггинс. Стиль ESG сочетал в себе разнообразные направления современной музыки, такие как хип-хоп, постпанк, диско и данс-панк.
Основой музыки ESG служат сложные ритмические конструкции, фанковое звучание бас-гитары и поп-звучание гитары. В 1981 группа заключила контракт с 99 Records и выпустила дебютный мини-альбом, состоящий из трёх студийных и трёх концертных песен (записанных с продюсером постпанк-коллективов Мартином Хэннетом). Следующие альбомы ESG Says Dance to the Beat of the Moody и Come Away with ESG были записаны подобным образом.
На некоторое время прекратив работу, в начале 1990-х ESG продолжили в новом составе, издав компиляцию ранее записанного материала ESG (1991). Семплы группы приобрели популярность среди исполнителей хип-хопа (TLC, Wu-Tang Clan, Beastie Boys, Tricky и др.), а также инди-рокеров (Unrest, Liars). Группа посвятила этому 12-минутный мини-альбом под названием Sample Credits Don't Pay Our Bills. В 1995 году был выпущен диск ESG Live! со старым и новым материалом.
Группа объявила о том, что 21 сентября 2007 в Chicago's Abbey Pub в ходе фестиваля Estrojam был отыгран последний концерт.
Однако, в последнее время группа заявляет о своих планах воссоединиться и продолжить работу.

## Дискография

### Студийные альбомы
- Come Away with ESG (1983)
- Step Off (2002)
- Keep on Moving (2006)
- Closure (2013)
- What More Can You Take? (2017)

### Мини-альбомы
- ESG (1981)
- ESG Says Dance to the Beat of Moody (1982)
- Sample Credits Don't Pay Our Bills (1992)

### Компиляции
- A South Bronx Story (2000)
- A South Bronx Story 2 – Collector's edition: Rarities (2007)
- Dance to the Best of ESG (2010)

### Концертные альбомы
- ESG Live! (1995)